# Charles Deudon
Pour les articles homonymes, voir Deudon.
Charles Deudon est un collectionneur d'art français né au Cateau-Cambrésis le 23 septembre 1832 et mort à Nice le 9 mai 1914. 

## Biographie
Charles Deudon est l'héritier d'une fortune minière britannique grâce au mariage de son père Charles Antoine Deudon avec Elizabeth Emma Sheldon (1796-1862). 
Il acquiert le 17 mai 1878 La Danseuse de Auguste Renoir au galeriste Durand-Ruel, tableau actuellement exposé à Washington, National Gallery of Art. Il est proche de Édouard Manet à qui il achète La Prune et de Charles Ephrussi. Il fréquente Henri Cernuschi, Théodore Duret ainsi que quelques salons littéraires parisiens ou il se lie d'amitié avec Paul Bourget. Sa collection est uniquement constituée de tableaux impressionnistes, parmi lesquels Port-Marly d'Alfred Sisley acquis par Paul Rosenberg à la mort de Deudon, non localisé. Il entretient une correspondance avec les peintres impressionnistes de son entourage : Auguste Renoir ou Claude Monet.

## Collection

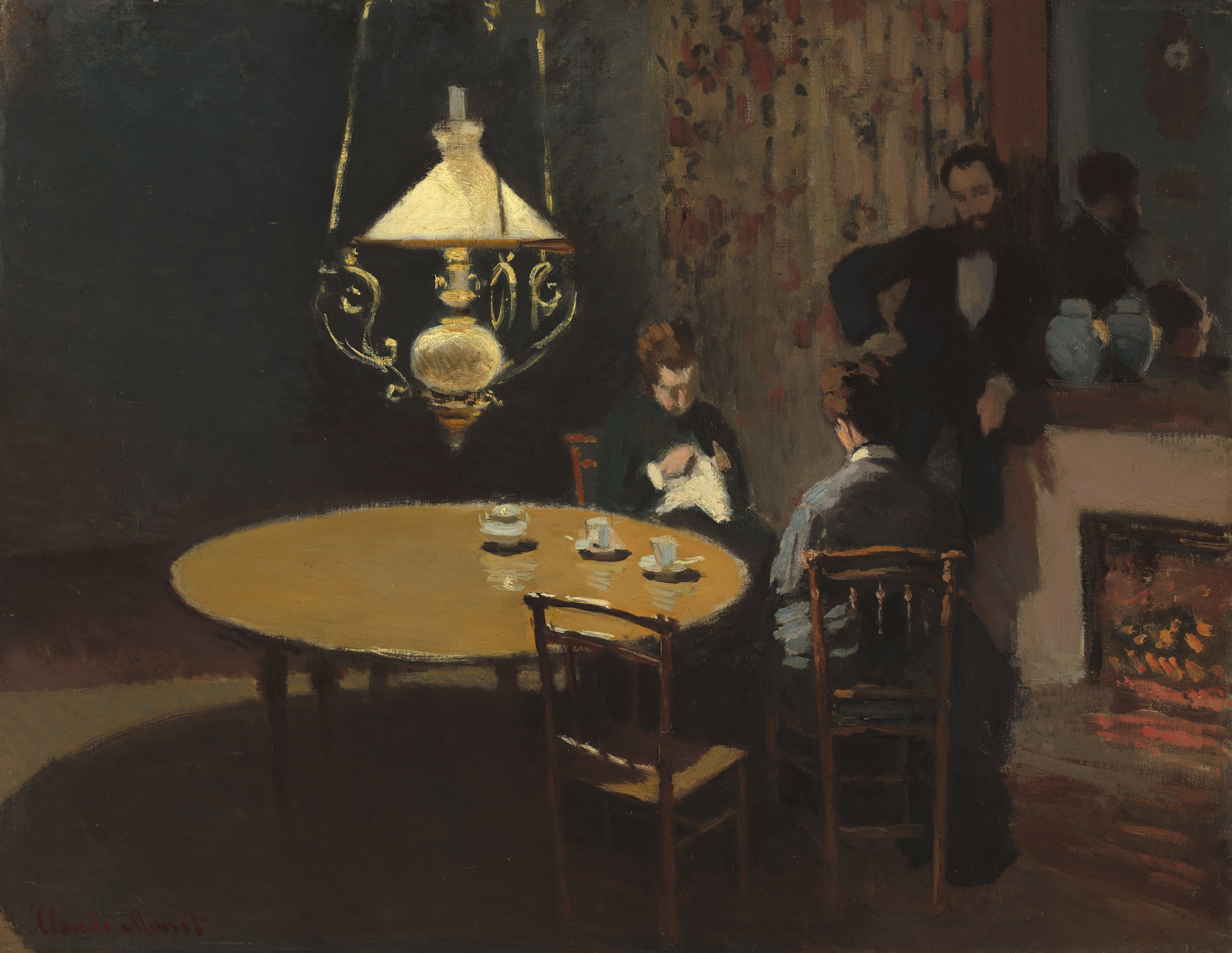
Claude Monet: Intérieur, Après dîner (chez les Sisley), 1868-1869, National Gallery of Art (Washington)
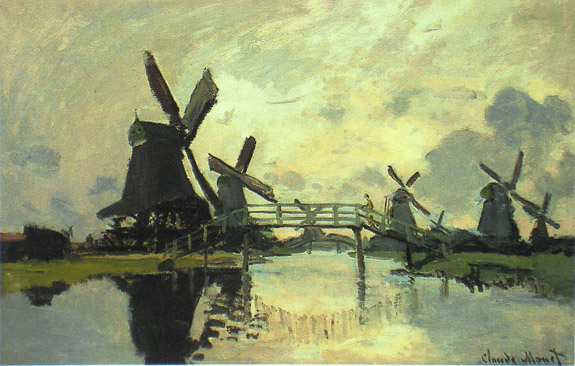
Claude Monet: Moulins à Westzijderveld, 1871, collection particulière
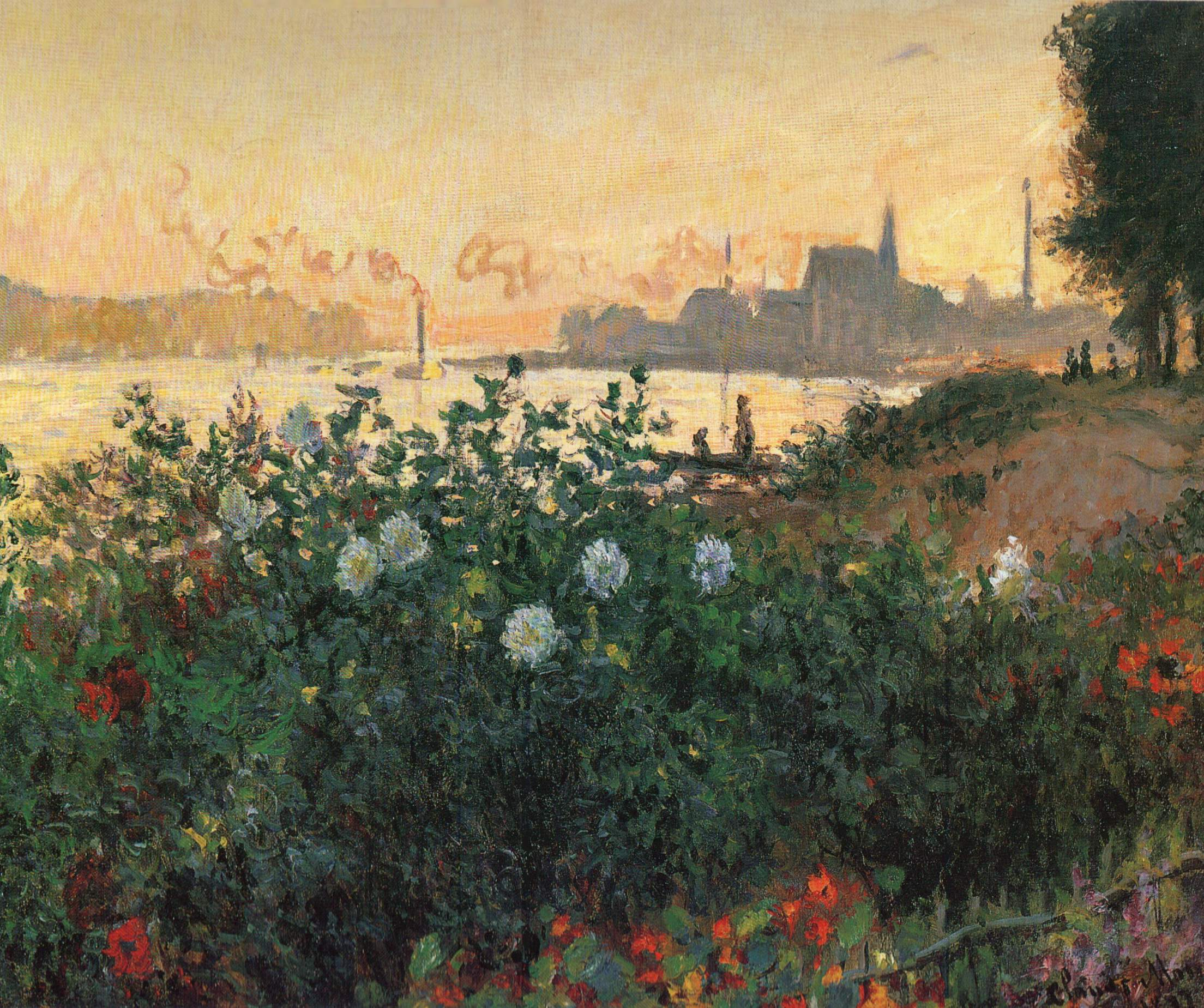
Claude Monet: Fleurs au bord de la Seine, Argenteuil, 1877, Musée Pola
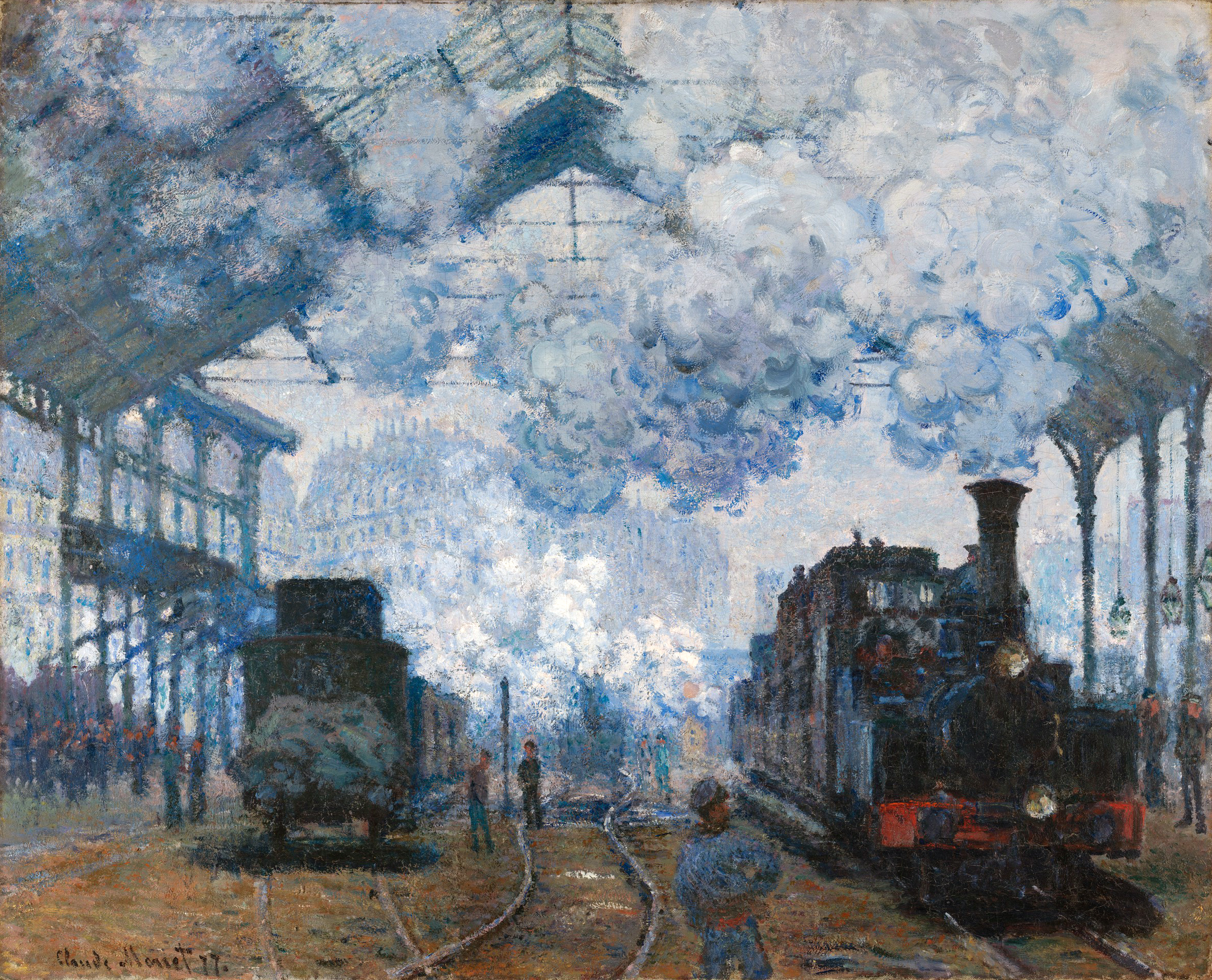
Claude Monet: La Gare Saint-Lazare, arrivée d'un train, 1877, Fogg Art Museum
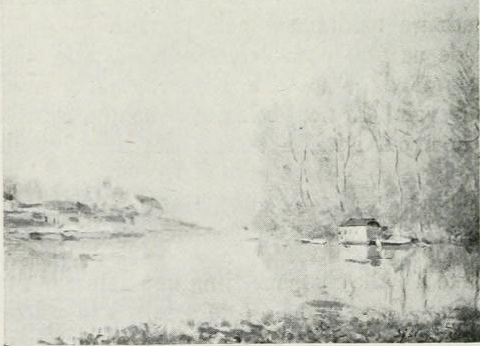
Alfred Sisley: Port-Marly, 1873, localisation inconnue

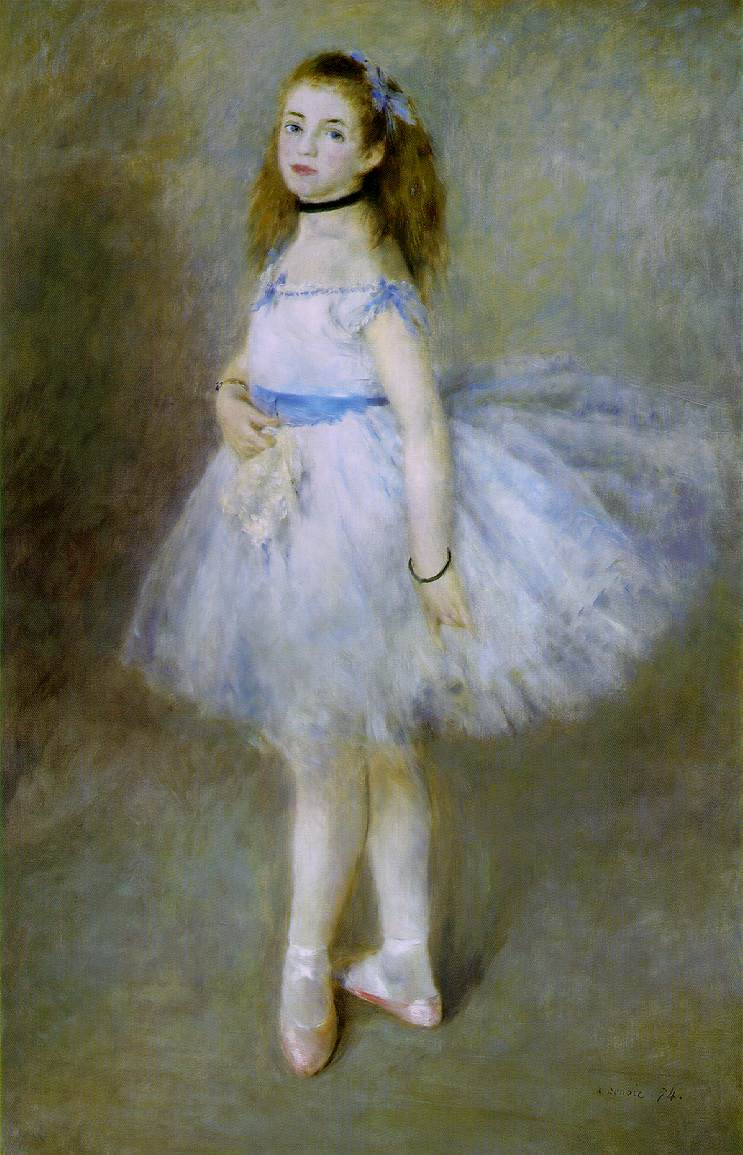
Pierre-Auguste Renoir: La Danseuse, 1874, National Gallery of Art à Washington
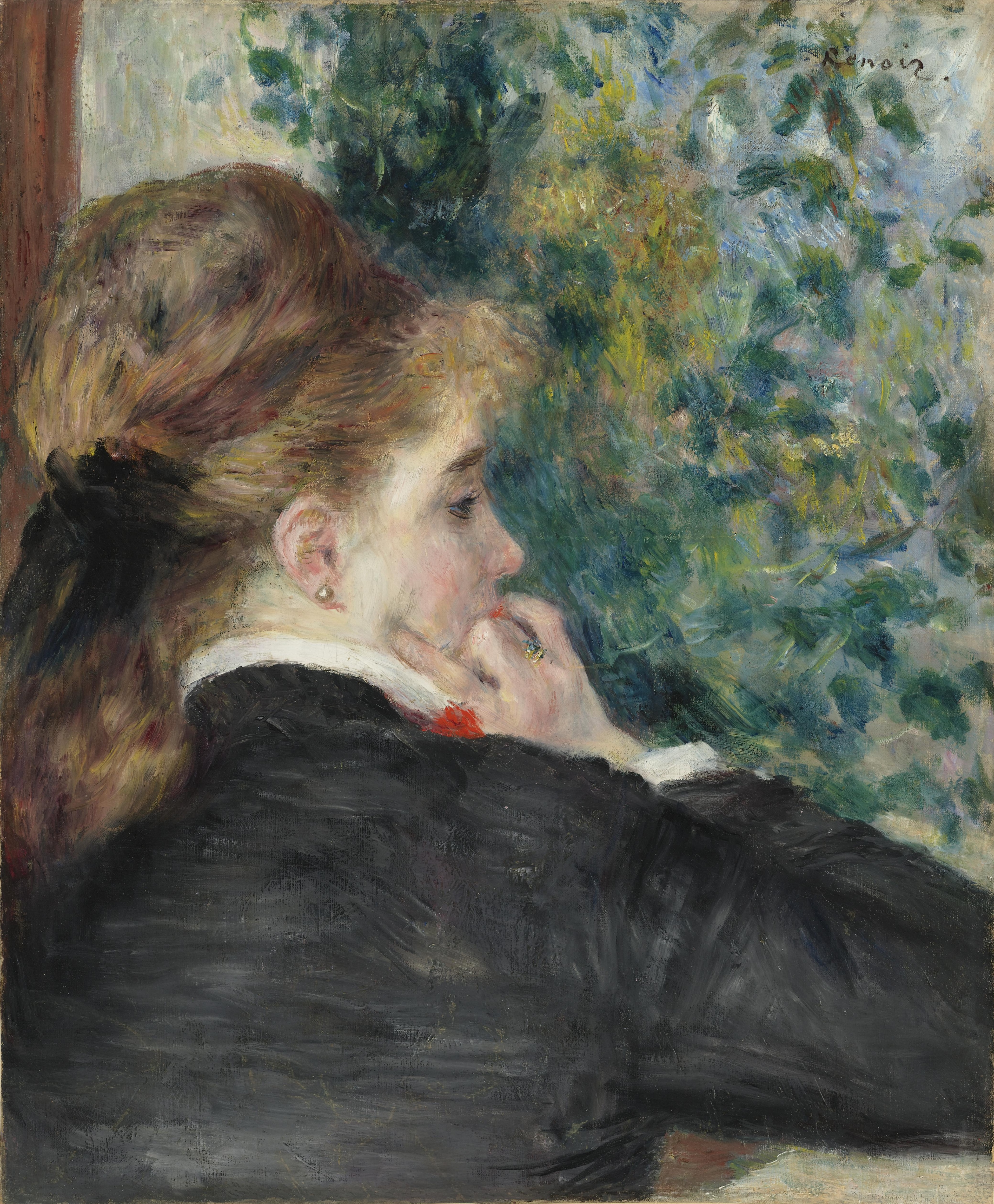
Pierre-Auguste Renoir: Jeune femme vue de profil, 1875, Musée des beaux-arts de Virginie
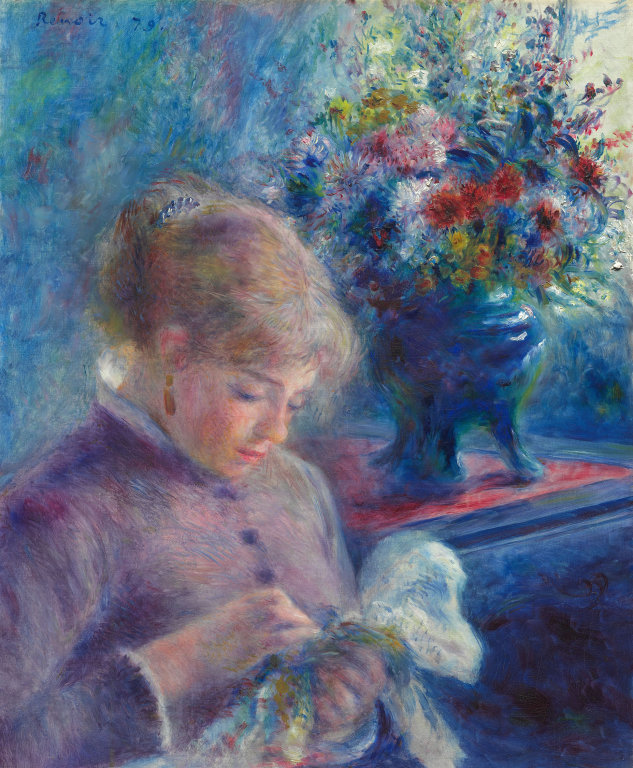
Pierre-Auguste Renoir: Jeune Femme cousant, 1879, Institut d'art de Chicago
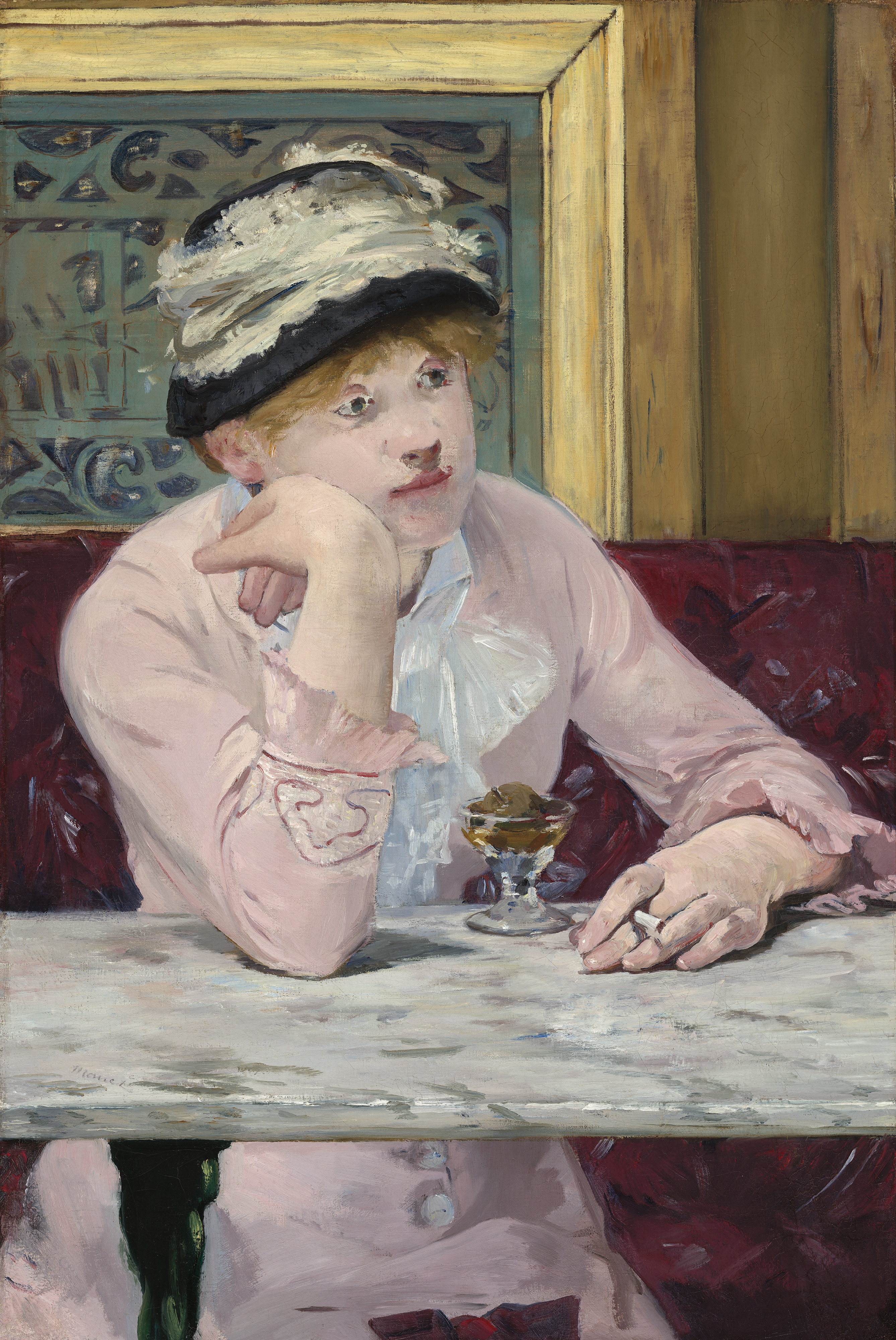
Édouard Manet: La Prune, 1878, National Gallery of Art (Washington D.C.)
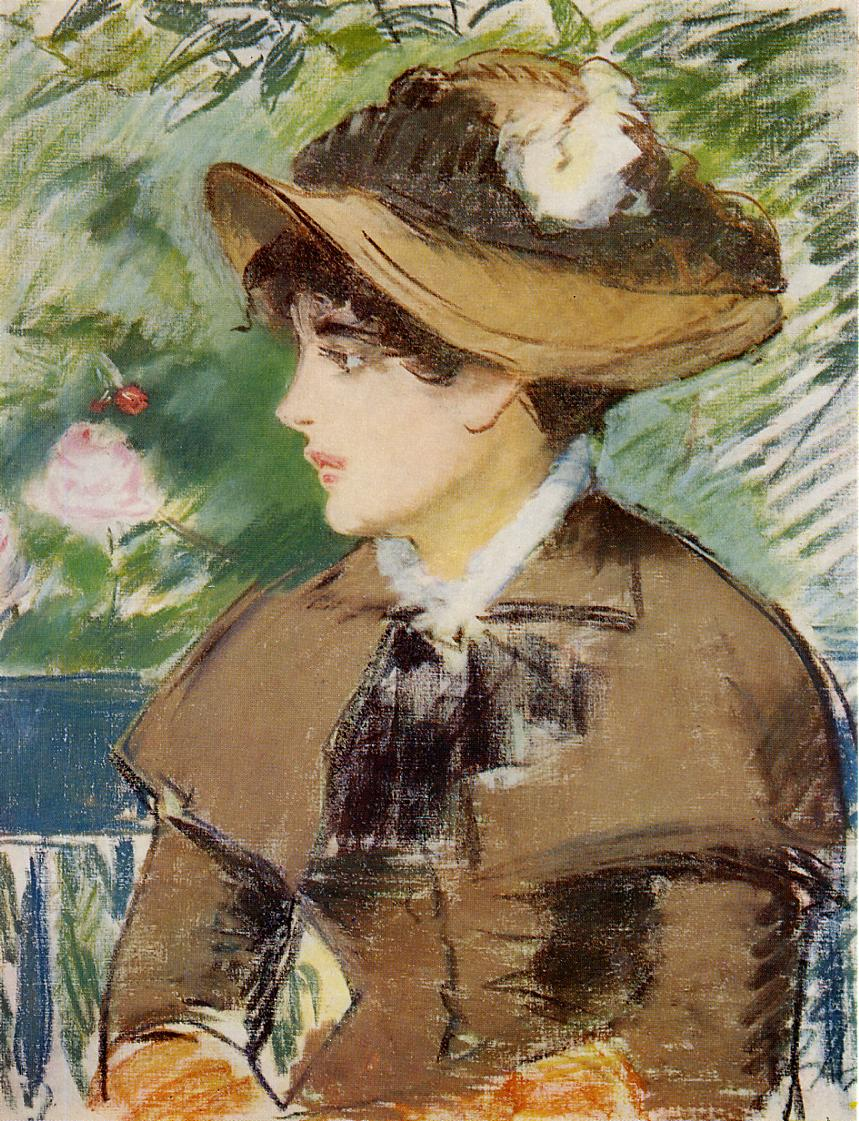
Édouard Manet: Sur le Banc, 1879, Musée Pola